# Meksykańska Formuła 3
Meksykańska Formuła 3 (oryg. Fórmula 3 Mexicana) – rozgrywany w latach 1990–2002 w Meksyku cykl wyścigów samochodowych według przepisów Formuły 3. W 2003 roku seria została zastąpiona Meksykańską Formułą Renault.

## Mistrzowie
| Sezon | Mistrz                | Zespół                            | Samochód                                      |
| ----- | --------------------- | --------------------------------- | --------------------------------------------- |
| 1990  | Carlos Guerrero       | Dasatec                           | Reynard 903-Alfa Romeo                        |
| 1991  | Adrián Fernández      | Carta Blanca/Amway Lozano Racing  | Reynard 903-Volkswagen                        |
| 1992  | César Tiberio Jiménez | Montana Jiménez                   | Reynard 903-Alfa Romeo                        |
| 1993  | Carlos Guerrero       | Herdez Team GO                    | Reynard 903-Alfa Romeo Reynard 933-Alfa Romeo |
| 1994  | Carlos Guerrero       | Herdez Team GO                    | Reynard 933-Alfa Romeo                        |
| 1995  | Derek Higgins         | Quaker State Team GO              | Reynard 933-Alfa Romeo                        |
| 1996  | Rod MacLeod           | Quaker State Team GO              | Reynard 933-Alfa Romeo                        |
| 1997  | Derek Higgins         | Quaker State Team GO              | Reynard 933-Alfa Romeo                        |
| 1998  | Carlos Perea          | Master Card/Inverlat Perea Racing | Reynard 933-Volkswagen                        |
| 1999  | Eduardo Oliveira      | El Conejo Bus Line/Tecate Olvera  | Reynard 933-Volkswagen                        |
| 2000  | José Antonio Ramos    | Corona/El Universal Ramos Racing  | Reynard 933-Volkswagen                        |
| 2001  | Gilberto Jiménez      | Carusi                            | Reynard 933-Volkswagen                        |
| 2002  | Guillermo Zapata      | Guillermo Zapata                  | Reynard 933-Volkswagen                        |